# Stefan Rehn
Stefan Rehn (Stockholm, Švedska, 22. rujna 1966.) je švedski nogometni trener te bivši nogometaš i nacionalni reprezentativac.

## Karijera

### Igračka karijera
Igrač je nogometnu karijeru započeo u Djurgårdenu te je kratko vrijeme nastupao za engleski Everton. Nakon toga je prešao u IFK Göteborg s kojim je osvojio pet naslova švedskog prvaka. 2000. se vraća u Djurgården u kojem je nakon dvije sezone prekinuo igračku karijeru.

### Reprezentativna karijera
Stefan Rehn je za Švedsku debitirao 1988. godine te je s njome nastupio na EURU 1992. Najveći reprezentativni uspjeh ostvario je na Svjetskom prvenstvu 1994. u SAD-u kada je švedska nacionalna momčad osvojila broncu.

### Trenerska karijera
Nakon igračkog umirovljenja, Rehn je 2002. godine preuzeo Djurgården s kojim je u debitantskoj sezoni osvojio švedsko prvenstvo. Klub je vodio tri godine dok je 2006. postao trener IFK Göteborga s kojim je također bio švedski prvak. Od 2018. godine vodi nogometni klub Utsiktens BK.

## Osvojeni trofeji

### Klupski trofeji
| Klub         | Trofej            | Godina  |
| Švedska      | Švedska           | Švedska |
| ------------ | ----------------- | ------- |
| IFK Göteborg | Švedsko prvenstvo | 1990.   |
| IFK Göteborg | Švedsko prvenstvo | 1991.   |
| IFK Göteborg | Švedski kup       | 1991.   |
| IFK Göteborg | Švedsko prvenstvo | 1993.   |
| IFK Göteborg | Švedsko prvenstvo | 1994.   |
| IFK Göteborg | Švedsko prvenstvo | 1995.   |
| Lausanne     | Švicarski kup     | 1998.   |
| Lausanne     | Švicarski kup     | 1999.   |
| Djurgårdens  | Švedsko prvenstvo | 2002.   |
| Djurgårdens  | Švedski kup       | 2002.   |

### Reprezentativni trofeji
| Turnir                     | Trofej  | Godina  |
| Švedska                    | Švedska | Švedska |
| -------------------------- | ------- | ------- |
| Svjetsko prvenstvo u SAD-u | Bronca  | 1994.   |

### Trenerski trofeji
| Klub         | Trofej            | Godina  |
| Švedska      | Švedska           | Švedska |
| ------------ | ----------------- | ------- |
| Djurgårdens  | Švedsko prvenstvo | 2003.   |
| Djurgårdens  | Švedski kup       | 2004.   |
| Djurgårdens  | Švedsko prvenstvo | 2005.   |
| Djurgårdens  | Švedski kup       | 2005.   |
| IFK Göteborg | Švedsko prvenstvo | 2007.   |
| IFK Göteborg | Švedski kup       | 2008.   |

## Vanjske poveznice
- National Football Teams.com